# Aloe steffaniana
Aloe steffaniana é uma espécie de liliopsida do gênero Aloe, pertencente à família Asphodelaceae.